# Alba Ribas
Alba Ribas Benaiges (Barcelona, 5 de enero de 1988) es una actriz española de cine, teatro y televisión.

## Biografía
Estudió interpretación en la Escuela Eolia y la escuela Youkali, y también danza clásica en la escuela Área con Mariana Giustina.
Su primera gran incursión en el mundo del cine fue en 2008 trabajado en la película Diario de una ninfómana dirigida por Christian Molina, donde interpretó a la protagonista en sus años de juventud.
En 2011 participa en la película de terror  XP3D dirigida por Sergi Vizcaíno en la que comparte elenco con Amaia Salamanca, Maxi Iglesias y Úrsula Corberó entre otros. También en 2011 se incorpora a la tercera temporada de la serie de Antena 3 El barco, donde interpreta a Sol.
El año 2012 participó en la película Animals dirigida por Marçal Forés. El año siguiente formó parte del elenco coral de la comedia romántica Barcelona, noche de verano dirigida por Dani de la Orden, en la que interpretó a Catherine.
En 2015 protagoniza el thriller El cadáver de Anna Fritz dirigida por Hèctor Hernández Vicens, junto a Cristian Valencia y Bernat Saumell. Interpreta a Anna Fritz, una joven actriz que acaba en la morgue después de una noche de fiesta. Ribas fue galardonada con el premio Auguri Sita Murt del Festival Internacional de ficción Zoom de Igualada.
En 2016 se incorpora al reparto de la segunda temporada de la serie de TV3 Citas, donde interpreta a Sara. También aparece en un capítulo de la segunda temporada de la serie de TVE El ministerio del tiempo y en un capítulo de la novena temporada de la serie de Telecinco La que se avecina. En noviembre estrena la película 100 metros con Dani Rovira y Alexandra Jiménez.
Ha formado parte del videoclip musical El Bosc del grupo catalán Ix!, de Mudas y Escamas de Sr. Chinarro y Ella té un cel als ulls de Roger Mas.
En el 2018 publicó un libro de mini- poemas,

## Trayectoria

### Netflix
- Las chicas del cable (2017). 2 episodios como Jimena.

### Televisión
- El barco (2011-2013). 11 episodios como Sol / Elena Torres
- El ministerio del tiempo (2016). 1 episodio como Constanza
- Cites (2016). 3 episodios como Sara.
- La que se avecina (2016). 1 episodio como compañera de piso de Andrea.
- Derecho a soñar (2019). 130 episodios como Julia Rojas
- Santuario (2024) a3player

### Videoclips
- El Bosc (2009) del grupo Ix!.
- Mudas y Escamas (2014) del grupo Sr. Chinarro.
- Ella té un cel als ulls (2015) de Roger Mas
- La Distancia (Un Nuevo Significado) (2021) de Macaco y Rozalén.

### Cine
- Diario de una ninfómana (2008)
- XP3D (2011). Como Diana.
- Barcelona, noche de verano (2013). Como Catherine.
- El cadáver de Anna Fritz (2015). Como Anna.
- 100 metros (2016). Como Ariadna.
- Te Quiero, Imbécil (2020)
- Pídeme lo que quieras (2024). Como Frida.

### Teatro
- La ola (2015). Como Sherry